# Parc Garcet
Le parc Garcet (en néerlandais : Garcetpark) est un parc situé dans la commune de Jette à Bruxelles en Belgique.

## Histoire[1]
Coin de verdure à proximité du centre commercial animé de la place Cardinal Mercier, au centre de la commune de Jette, le parc Paul Garcet tient sans doute plus du square arboré que du vrai parc. Il est né le 15 mai 1949 de la réunion des propriétés de l'imprimeur Paul-Alexandre Guyot et d'Edouard de Laveleye, situées à côté de l'ancien hôtel communal de Jette. La commune les a rachetées respectivement en 1933 et en 1947.
Après l'échec d'un projet de lotissement, elle a démoli plusieurs constructions vétustes et le mur d'enceinte. Le remembrement ainsi opéré a permis la création d'un parc communal dédié à Paul Garcet, ancien conseiller communal catholique. Né à Koekelberg le 6 janvier 1901, celui-ci a fondé, avec l'abbé Joseph Cardijn et quelques autres, la Jeunesse ouvrière chrétienne (JOC, 1925), une association qui œuvre à l'insertion des jeunes ouvriers dans la société. Il a fait l'essentiel de sa carrière dans le Mouvement ouvrier chrétien où il s'est occupé pendant longtemps d'orientation professionnelle de jeunes avant de devenir, en 1935, le directeur administratif du journal La Cité Nouvelle. Il est mort en captivité à Dachau le 23 janvier 1945.
L'auberge De Croon, probablement affublée d'une petite brasserie, a occupé le site depuis le XIIIe siècle tout en changeant régulièrement de propriétaire. Elle dépendait alors, pour partie, de la seigneurie de Meuseghem et de l'abbaye de Dieleghem. En 1765, l'auberge fait place à une luxueuse maison de campagne appartenant à Pierre-Jean Duprez (1729-1791). Ce Bruxellois était drossart du comté de Saint-Pierre Jette et de Wemmel et collecteur d'impôts dans sa ville natale. Un peu imbu de sa fortune, il se fit condamner à une sévère amende pour avoir arboré dans la rue une épée noire réservée aux nobles. Il ne reste malheureusement plus rien de sa demeure dont l'ameublement intérieur semblait de belle facture. La propriété a ensuite appartenu à la famille d'Overschie de Neereyssche qui la loua, un temps, au pensionnat des demoiselles Stoefs avant de la vendre au baron de Laveleye.

## Un petit parc urbain[1]

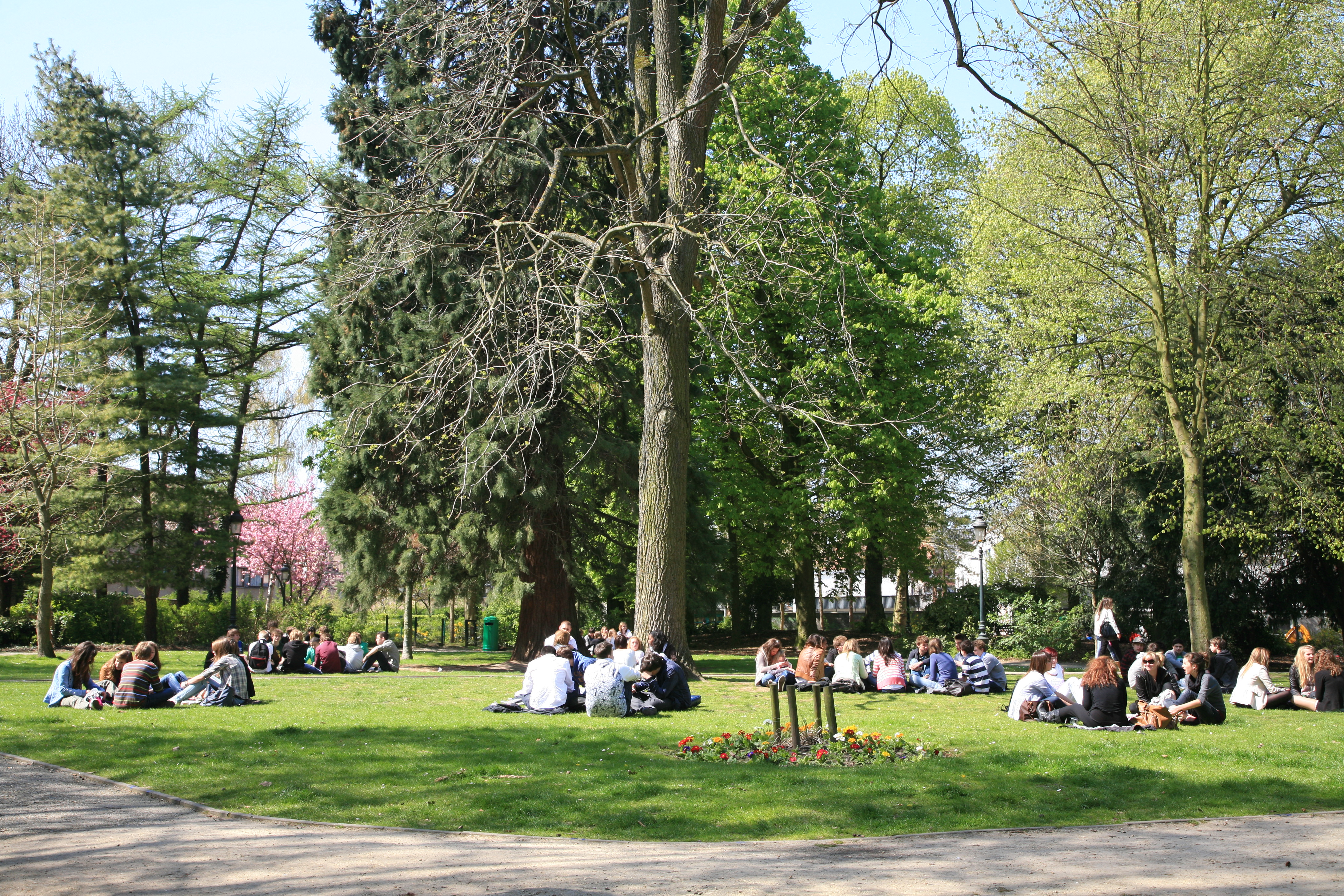
Un parc urbain très fréquenté

Le parc Garcet a tous les charmes d'un petit parc urbain à front de la place Cardinal Mercier et de la rue Léon Théodor.

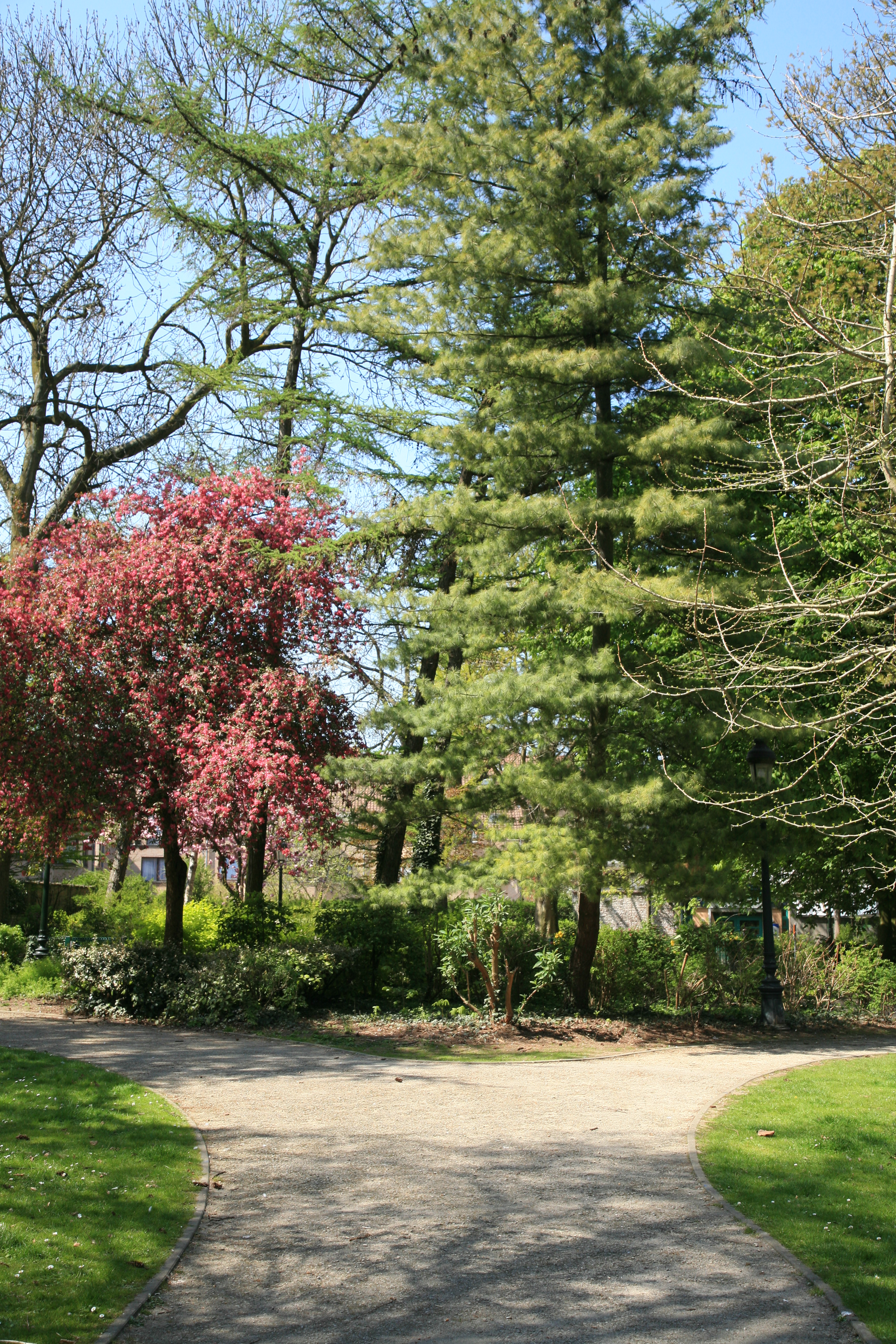
Arbres remarquables

Ses grands arbres – cèdres, tilleuls, frênes, noyers, chênes ou hêtres – mais aussi quelques arbres remarquables – ginkgo biloba, séquoia, févier, sophora du Japon, copalme d'Amérique – témoignent de son passé de résidence de campagne. Les chemins fort ombragés dessinent des courbes autour d'eux et permettent au promeneur de s'isoler un moment de la zone commerçante ou de traverser le site pour rentrer chez lui. Il a été restauré en 1995 et doté d'infrastructures ludiques pour enfants.

## Quelques édifices et monuments
- Albert Ier (Victor Demanet, 1952) du côté place Cardinal Mercier.
- Ancienne maison communale de Jette (1901), construite d'après les plans de l'architecte Jules-Jacques Van Ysendyck (1836-1901), à qui l'on doit notamment les hôtels communaux de Schaerbeek et Anderlecht.